# Zakład Górniczy Sobieski

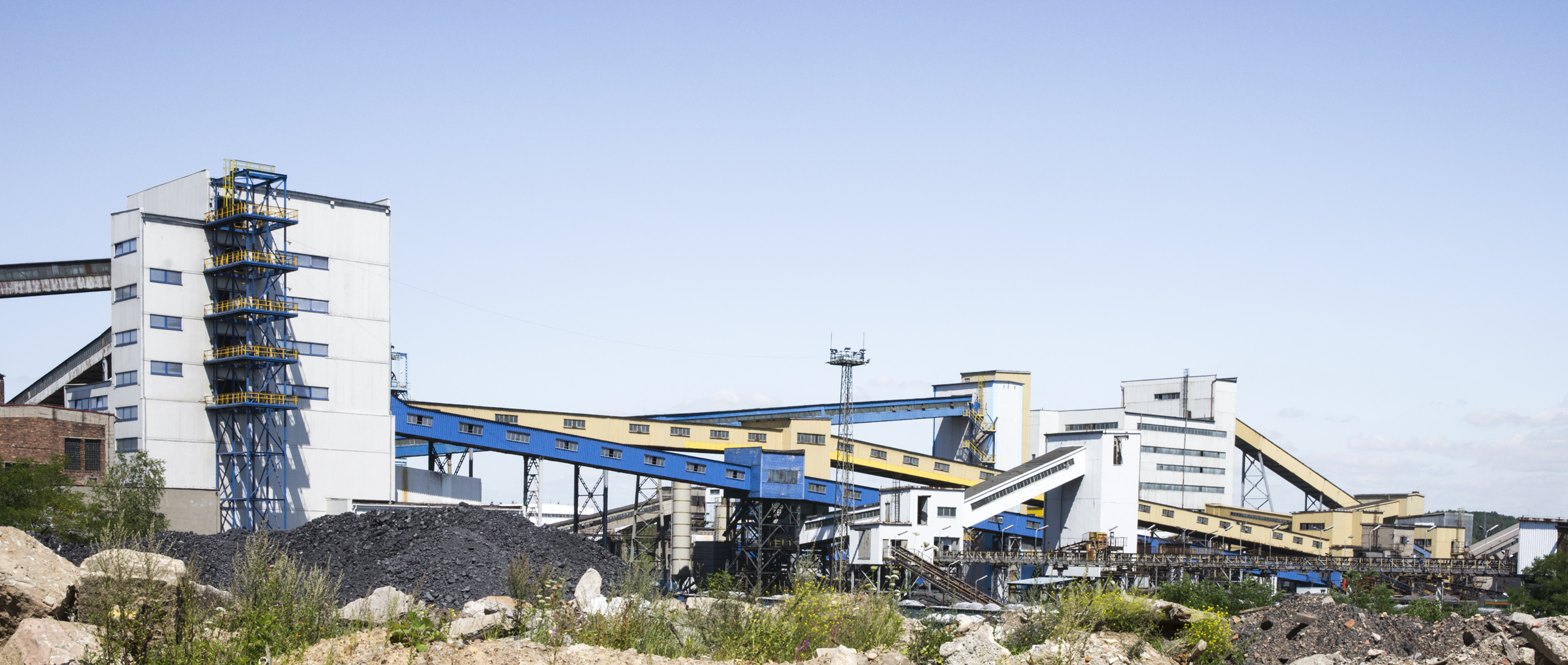
Aufbereitungsanlagen

Das Steinkohlenbergwerk Sobieski  (poln. Zakład Górniczy Sobieski) ist ein aktives Steinkohlenbergwerk in Jaworzno in Polen. Es wird von der TAURON Wydobycie SA betrieben.

## Geschichte
Am 12. September 1838 wurde Bory (heute Ortsteil von Jaworzno) Friedrich Louis Westerholz ein Bergwerk auf Eisenerz verliehen, die Aufschließung des Fundes aber schon nach kurzer Zeit wieder gestoppt. Von 1840 bis 1869 gehörte das Bergwerk Louis-Philippe de Saint-Genois d'Anneaucourt, bevor die Rechte auf Förderung von Steinkohle der Krakauer Industrielle Robert Dohms (auch Doms geschrieben) erwarb. 1873 wurde mit "Jules" (später "Pastwisko") in Bory der erste Schacht abgeteuft und die zugehörige Anlage Dohmsgrube genannt. Dohms erwarb 1872 die Felder "Robert I und II" sowie 1894 "Irene". Dieses Bergwerk förderte 1873 mit 82 Beschäftigten etwa 12.000 t Kohlen.
Am Ende des 19. Jahrhunderts wurde der Alleinbesitz in eine Société anonyme umgewandelt, um durch Aktionäre aus Belgien und Frankreich die Kapitalbasis zu verbessern. 1905 gingen Berechtsame und Zeche vollständig in belgischen Besitz über und Dohms wurde liquidiert. Die neuen Besitzer errichteten knapp 2 km westlich der alten Grube die neue Schachtanlage Sobieski, deren erste Aufgabe im Sümpfen der Grube und der neuen Herrichtung der Untertagebaue bestand. 1916 wurde die 2. Sohle in 215 m Tiefe aufgefahren und das Bergwerk förderte mit 979 Beschäftigten 200.000 t Kohlen pro Jahr.
Mit der Neugründung des polnischen Staates am Ende des Ersten Weltkriegs änderten sich die Besitzverhältnisse völlig. Zunächst übernahm auf Initiative des Staates die Stadt Krakau den Feldbesitz, auch wenn noch ein Teil der Aktien in belgischer Hand blieb. 1924 wurde dieser Teil von der Giesche Spólka Akcyjna, einem Tochterunternehmen der Gesellschaft Georg von Giesche Erben Breslau, mit Sitz in Katowice übernommen, aber schon zwei Jahre später an US-amerikanische Gruppe Harriman weiterverkauft. In den ersten Jahren der Zwischenkriegszeit produzierte das Bergwerk zwischen 150.000 und 230.000 Tonnen Kohle, danach nahm die Förderung in den Zeiten der Weltwirtschaftskrise stark ab. So sank die Zahl der Beschäftigten von 1560 im Jahr 1924 auf 769 im Jahr 1939.

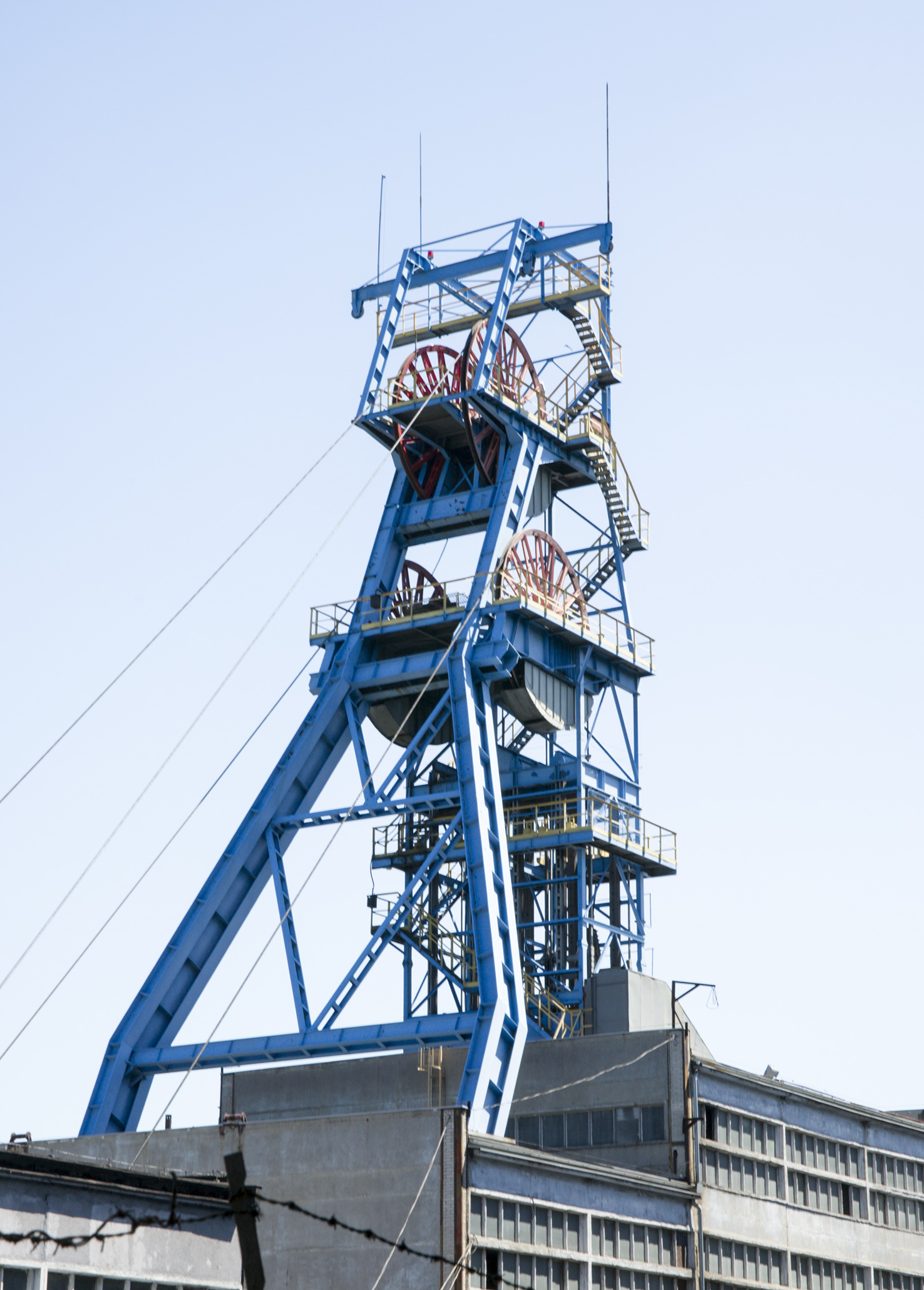
Fördergerüst über Schacht Sobieski

Im Rahmen der Besetzung Polens durch die deutschen Truppen wurde die Zeche der EVOS (Energie Versorgung Oberschlesien), einer AG mit Sitz in Katowice, eingegliedert. In viele Einrichtungen der EVOS wurden Häftlinge aus dem KZ Auschwitz beschäftigt, vermutlich auch auf Sobieski. Anfänglich investierte die EVOS in die Modernisierung der Schachtanlage wie z. B. die Elektrifizierung der Strecken, um jedoch bald alle weiteren Vorrichtungen zu vernachlässigen und die Anlage rücksichtslos auszubeuten. In dieser Zeit trug das Bergwerk zeitweilig den Namen "Bory" oder "Robert". Die fehlenden Investitionen und die vermeintliche Erschöpfung der erschlossenen Kohlenvorräte führte daher nach Kriegsende zu dem Entschluss, die Zeche zeitweilig stillzulegen und mit Hilfe der dort angelegten Arbeitskräfte das Bergwerk Jarwozno/Bierut wieder aufzubauen und zu modernisieren. Obwohl sich dann doch 1953 durch geologische Untersuchungen herausstellte, dass im Abbaufeld der Schachtanlage noch zahlreiche abbauwürdige Flöze liegen, blieb die Zeche von 1954 bis 1957 Teil von "Bierut".
Im April 1957 wurde die Anlage aus "Bierut" wieder ausgegliedert und eigenständig betrieben. In den Folgejahren wurden Kohletransportbänder und Bandförderer eingeführt, eine neue Sohle in 385 m Tiefe angelegt und zum Abbau der Kohle Kettenscherer genutzt.

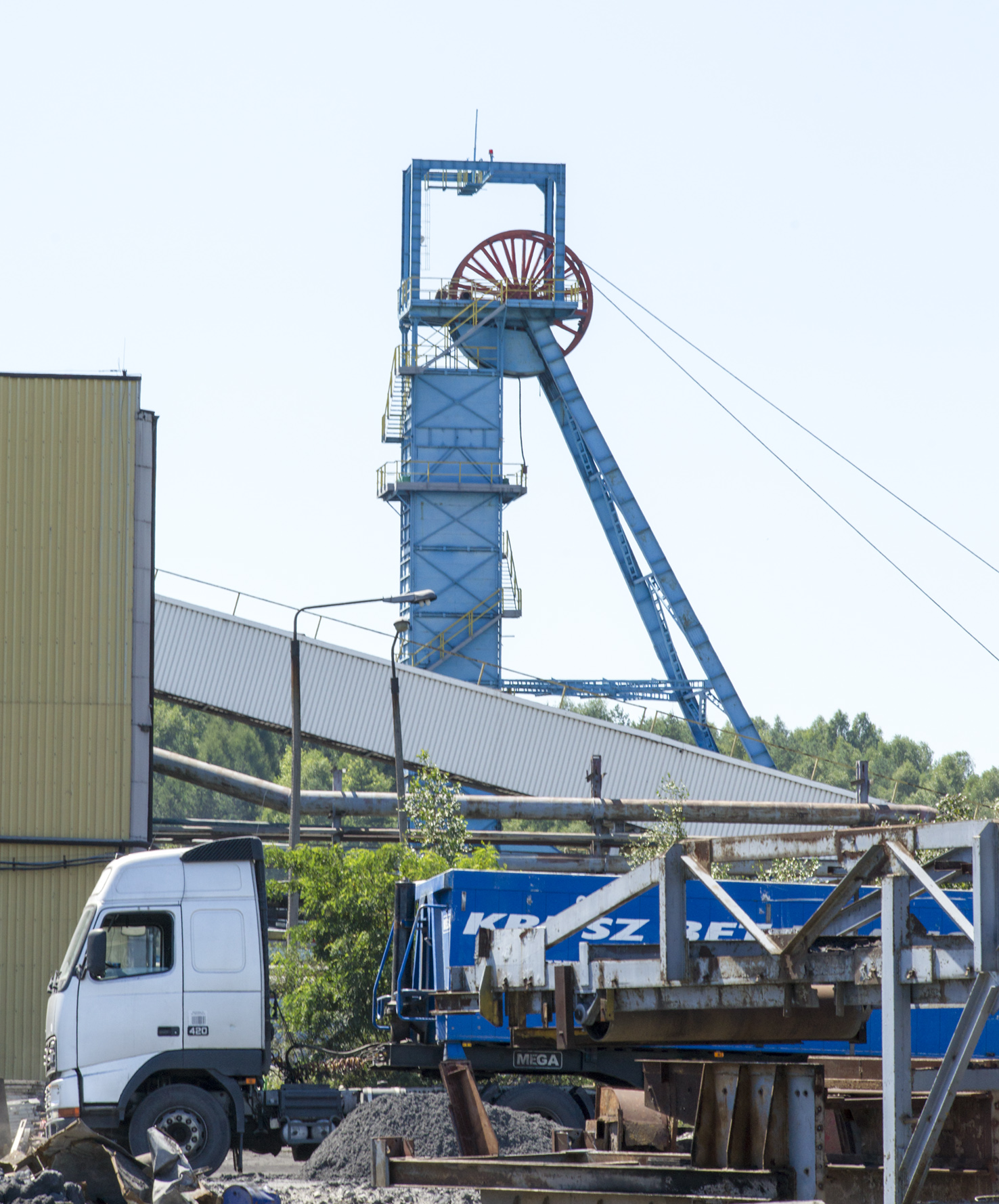
Schacht Traugutt (?)

Durch diese Maßnahmen konnten bereits 1960 460.000 t Kohlen gefördert werden. Die Zahl der Beschäftigten stieg auf 1513 Personen. Am 1. Januar 1973 erfolgte die erneute Fusion mit Jaworzno, die bis zur Schließung dieses Bergwerks fortbestand.

## Gegenwart
Nach der Stilllegung des Verbundbergwerks Jaworzno (eine Fusion von Bierut und Kosciuszko) und dem Abbruch fast aller Tagesanlagen werden die noch anstehenden Kohlenvorräte in diesem Gebiet ausschließlich von Sobieski aus abgebaut, das über die drei Schächte "Centralny", "Sobieski" und "Traugutt" verfügt. Seine Berechtsame beträgt 56,6 km² und es werden von 2.800 Mitarbeitern täglich 18.000 Tonnen Kraftwerkskohle abgebaut. Das ZG Sobieski befindet sich im Besitz des TAURON-Konzerns.
Letztlich wurde der neue Schacht "Grzegorz" in Byczyna gebaut.

## Förderzahlen
1900: 47.132 t; 1913: 496.695 t; 1938: 238.610 t; 1970: 707.500 t